# Найгучніший голос
Найгучніший голос (англ. The Loudest Voice) — американський драматичний телевізійний мінісеріал, присвячений Роджеру Ейлсу і створеному ним телеканалу Fox News. Прем'єра відбулася 30 червня 2019 року на кабельному телеканалі Showtime. Серіал заснований на книзі 2014 року Найгучніший голос в кімнаті журналіста Гебріела Шермана і його публікації в New York Magazine.

## Сюжет
Серіал розповідає про історію Роджера Ейлса з моменту створення ним телеканалу Fox News, який став одним з найвпливовіших медіа в американській історії. Життя Ейлса і його дітища відображене в контексті терактів 11 вересня 2001 року, президентських виборів 2008 і 2012 років, а також сексуальних звинувачень, що поклали кінець кар'єрі медіаменеджера.

## В ролях

### Основний склад
- Рассел Кроу — Роджер Ейлс
- Сет Макфарлейн — Брайан Льюїс
- Сієна Міллер — Бет Тілсон Ейлс
- Саймон Макберні — Руперт Мердок
- Аннабелль Волліс — Лорі Лун
- Алекса Палладіно — Джуді Латерца
- Наомі Воттс — Гретхен Карлсон

### Другорядний склад
- Джош Стемберг — Білл Шайн
- Маккензі Естін — Джон Муді
- Баррі Вотсон — Лахан Мердок
- Гай Бойд — Чет Кольєр
- Джош Чарльз — Кейсі Клоуз
- Еморі Коен — Джо Ліндслі
- Петч Дарраг — Шон Хенніті
- Люсі Оуен — Сьюзан Скотт
- Девід Веллен — Стів Дусі
- Джош Макдермітт — Гленн Бек
- Джош Хелман — Джеймс Мердок
- Дженна Лі Грін — Ірена Бриганті

## Розробка
19 жовтня 2016 року стало відомо, що Blumhouse Television займається створенням телевізійної адаптації у форматі мінісеріалу книги Найгучніший голос у кімнаті Гебріеля Шермана. Том Маккарті вважався потенційним кандидатом на роль  головного продюсера, Шерману і Дженніфер Стахл відводилася частка авторів і виконавчих продюсерів. 4 квітня 2017 року було оголошено, що телеканал Showtime розробляє серіал під назвою Захищати і зберігати: останні дні Роджера Ейлса (англ. Secure and Hold: The Last Days of Roger Ailes). Пізніше було повідомлено, що авторами серіалу будуть Маккарті і Джон Харрінгтон, в той час як Шерман був підвищений до виконавчого продюсера. 18 травня 2017 року, на тлі загибелі Роджера Ейлса, було оголошено про перебування проекту на стадії розробки.
25 червня 2018 року було оголошено, що Showtime замовило виробництво безіменного проекту з восьми серій. Також було повідомлено, що Маккарті і Шерман спільно напишуть сценарій першого епізоду, а головними продюсерами будуть Джейсон Блум, Алекс Меткальф, Марсі Вайсман і Джеремі Голд. 23 серпня стало відомо, що режисером двох перших епізодів буде Карі Скогланд. 5 жовтня повідомлялося, що додатковими головними продюсерами стануть Рассел Кроу і Ліза Чейсін, а в зйомках візьме участь 3dot Productions. 30 жовтня було оголошено, що з серіалу буде прибраний персонаж Мегін Келлі, яка повинна була з'явитися в кількох сценах і на той момент ще не мала актора-виконавця. За словами Шермана, показання Келлі грали другорядну роль на тлі дій Карлсон і її юриста Ненсі Еріки Сміт. Тим самим, будь-драматизація, яка робить її центральним персонажем у відстороненні Айлза, є чистою вигадкою.
20 листопада 2018 року стало відомо, що адвокат Ларрі Клейман, що представляє інтереси колишньої ведучої Fox News Лорі Лун, відправив електронний лист декільком адвокатам Showtime і Blumhouse Television, де висловив побоювання у неточному зображенні свого клієнта в серіалі. Маючи на увазі журналістські матеріали Шермана, на яких був заснований серіал, Лун порахувала, що там вона буде представлена в якості «сутенера», що призводила Ейлсу дівчат для любовних утіх. За її словами, насправді вона сама була однією з жертв домагань медіаменеджера, а її скарги з цього приводу відхилялися низкою керівників. В електронному листі містилося побажання Лун взяти участь у роботі над серіалом в якості консультанта для гарантування достовірного зображення її персони, інакше буде можлива подача позову про наклеп. 8 січня 2019 року Клеман від імені своєї клієнтки подав позов у Верховний суд округу Лос-Анджелеса проти Showtime, Blumhouse Television і Шермана з вимогою відшкодувати збиток на суму 750 млн дол.
31 січня 2019 року було представлено назву серіалу — Найгучніший голос. 11 квітня стала відома дата світової прем'єри — 30 червня 2019 року.

### Підбір акторів
На тлі новин про замовлення телеканалом серіалу, було підтверджено участь в проекті Рассела Кроу в ролі Роджера Ейлса. У жовтні 2018 року стало відомо про участь у проекті Наомі Воттс, Сета Макфарлейна, Сієнни Міллер, Саймона Макберні, Аннабелль Воллес і Алекси Палладіно. В період з листопада 2018 року по березень 2019 року також стало відомо про приєднання до знімальної групи Девіда Веллена,Беррі Вотсона і Джоша Чарльза.

### Зйомки
Основні зйомки почалися в Нью-Йорку 5 листопада 2018 року.

## Критика

### Рейтинги
Дебютну серію в прямому ефірі по системі Нільсен подивилися 299 тис. осіб, за рахунок повторного перегляду (152 тис.) переглядів і через інтернет (200 тис.) загальна аудиторія епізоду склала 651 тис. За показниками перегляду у прямому ефірі проект був найгіршим результатом телеканалу за 2019 рік і поступався іншим новим серіалів Showtime: «Втечі з в'язниці Даннемора» (397 тис.) і «Містом на пагорбі» (532 тис.). У підсумку серіал з середніми показниками телеперегляду (337 тис. для перших чотирьох епізодів і 359 тис. для п'ятого) мав високий попит у форматі відкладеного перегляду і відео на вимогу (середньозважені 2,2 млн на тиждень).

### Реакція критиків
Американська консервативна преса розкритикувала серіал за упередженість стосовно Fox News і республіканського дискурсу в цілому.

## Нагороди та номінації
Кінопремія «Золотий Глобус» (77-ма церемонія).
- Найкращий мінісеріал або телефільм — Номінація.
- Найкраща чоловіча роль мінісеріалу або телефільму (Рассел Кроу) — Перемога.